# Cassida pellegrini
Cassida pellegrini is een keversoort uit de familie bladkevers (Chrysomelidae). De wetenschappelijke naam van de soort werd in 1868 gepubliceerd door Sylvain Auguste de Marseul.